# Rhipidia aspilota
Rhipidia aspilota är en tvåvingeart som först beskrevs av Alexander 1967.  Rhipidia aspilota ingår i släktet Rhipidia och familjen småharkrankar.
Artens utbredningsområde är Ecuador. Inga underarter finns listade i Catalogue of Life.